# Pejling
 For alternative betydninger, se Pejling (flertydig). (Se også artikler, som begynder med Pejling)
Pejling er stedbestemmelse ud fra retnings- og/eller afstandsbestemmelse til genkendelige objekter i landskabet.
Pejling er i jagtterminologi, den orientering man foretager før der skydes til et stillestående stykke vildt for i tilfælde af anskydning at kunne finde det sted, hvor vildtet stod i skudøjeblikket.